# Johannes Tegen
Johannes Tegen (* vor 1430; † 30. September 1482 in Tübingen), bekannt auch unter der Namensform Johannes Degen bzw. Tegan, Tengen oder Tegelin, Bakkalar im Kirchenrecht, war der letzte Propst des Stifts St. Martin in Sindelfingen (1455–1477), danach erster Propst des Tübinger Stifts St. Georg (1477–1482) und zugleich erster Kanzler der Universität Tübingen.

## Leben
Johannes Tegen entstammte einer angesehenen Familie mit Ursprüngen wohl in Esslingen. Da der Name Tegen/Degen häufig in zeitgenössischen Dokumenten erscheint, gibt es gelegentlich Verwechslungen mit Trägern des gleichen Namens. Sein gleichnamiger Vater war der Sohn des Stuttgarter Vogts Albert Tegen (Amtszeit 1395–1417). Sein Vorgänger im Amt des Sindelfinger Stiftspropstes, der Doktor des Kirchenrechts Heinrich Tegen (Amtszeit 1433–1455), war sein Onkel, außerdem ein einflussreicher württembergischer Rat und Richter.
Nach seinem im Wintersemester 1443/1444 begonnenen Studium an der Artistenfakultät in Heidelberg promovierte er 1445 zum Baccalaureus Artium und 1448 zum Magister. Sein angeschlossenes Rechtsstudium beendete er in Heidelberg mit der Promotion zum Bakkalar im Kirchenrecht am 14. Dezember 1451, nachdem er bereits im Vorjahr (1450) die Pfarrei Aidlingen erhalten hatte. Diese trat er 1455 an seinen Onkel Heinrich ab und wurde dafür auf Präsentation des Landesherrn vom Kapitel des Sindelfinger Stifts St. Martin, des reichsten Stifts des Uracher Landesteils im 1442–1482 geteilten Württemberg, zu dessen Propst gewählt. In dieser Funktion wurde er von der Herrschaft Württemberg-Urach neben seinen kirchlichen Aufgaben mit zahlreichen juristisch-diplomatischen Missionen betraut.
Auf Grund der Verlegung des Sindelfinger Stifts 1477 nach Tübingen als wesentliche finanzielle Grundausstattung für die im gleichen Jahr dort errichtete Universität siedelte auch Johannes Tegen in die zum Standort einer Hochschule gewordene Stadt am Neckar um und wurde erster Propst des gleichzeitig gegründeten Tübinger Stifts St. Georg. Nur zwei von den ehemals zehn Kanonikaten waren zusammen mit einem Drittel der bisherigen Einkünfte in Sindelfingen verblieben und wurden in ein neues, mit Augustiner-Chorherren der Windesheimer Kongregation besetztes Regularkanoniker-Stift integriert.
Mit der nach Tübingen verlegten Propstei war bis zur Neuordnung der Tübinger Universität 1561 satzungsgemäß das Kanzleramt der Universität verbunden, auch nach der Lockerung sowie der späteren Trennung der personellen und finanziellen Verbindungen zwischen Universität und Stift seit 1483. Trotz seiner Lehrbefähigung als Bakkalar im Kirchenrecht gibt es für eine Lehrtätigkeit Tegens in Tübingen keine Indizien. Da dem Kanzler eine Funktion als Vertreter der Kirche zukam, die auch eine Aufsichtsfunktion hinsichtlich der von der Universität gesetzten Ordnungen und außerdem eine Vermittlungsfunktion zwischen Landesherr und Universität sowie Universität und Stadt Tübingen beinhaltete, war Tegen wohl von Lehrverpflichtungen in der Universität freigestellt. Auch wurde er von der Landesherrschaft seit der Übernahme des Kanzleramts der Universität nicht mehr zu juristisch-diplomatischen Missionen herangezogen.
Während einer Pestepidemie starb Tegen in Tübingen am 30. November 1482. Mit der Einsetzung seines Nachfolgers Johannes Vergenhans alias Nauclerus oder Nauklerus (um 1425–1510) zwischen dem 21. Januar und 4. Februar 1483 gelangte bis 1509 ein noch engerer Vertrauter des Landesherrn in das Amt des Tübinger Propstkanzlers.